# قطعنامه ۳۴۷ شورای امنیت
قطعنامه ۳۴۷ شورای امنیت سازمان ملل متحد که در تاریخ ۲۴ آوریل ۱۹۷۴ تصویب شد، سندی بین‌المللی دربارهٔ اسرائیل-لبنان است. این قطعنامه طی نشست ۱٬۷۶۹ام با ۱۳ موافق، ۰ مخالف و ۰ ممتنع تصویب شد.